# Loxodonta
A Loxodonta az emlősök (Mammalia) osztályának ormányosok (Proboscidea) rendjébe, ezen belül az elefántfélék (Elephantidae) családjába tartozó nem.

## Tudnivalók
A Loxodonta ormányosnem az Elephas ormányosnem mellett az egyetlen élő neme egy ősrégi állatrendnek, az ormányosoknak. Eme ormányosnem fajai, az eddigi ismeretek szerint sosem hagyták el maguktól Afrikát, azaz az összes faj ezen a kontinensen jelent meg, illetve kettőn kívül pusztult ki.
Az afrikai elefántnak és az erdei elefántnak a nukleinsavas DNS-vizsgálata azt mutatta, hogy a két állatfaj fejlődése körülbelül 2,6-5,6 millió évvel ezelőtt vált ketté. Az ázsiai elefánt (Elephas maximus) és a gyapjas mamut (Mammuthus primigenius) közötti szétválás csak 2,5-5,4 millió évre becsült; tehát az erdei elefántnak az afrikai elefántról való leválása igenis helyénvaló. A különböző erdei elefánt állományok közti genetikai változatosság igen magas, ami arra hagy következtetni, hogy a pleisztocén korban a változó éghajlati körülményeknek köszönhetően a populációk elszigetelődtek egymástól.
A mitokondriális genetikai vizsgálatok azt mutatták, hogy egyes afrikai elefántok az erdeieknek a mitokondriumát hordozzák, ami pedig a fajok közti hibridizációra utal.
Szintén a DNS tesztek eredményei az erdei elefántot közelebbi rokonságba hozzák az egykori eurázsiai erdei őselefánttal (Palaeoloxodon antiquus); ez pedig megkérdőjelezi a Loxodonta ormányosnem érvényességét.

## Rendszerezés
A nembe az alábbi 2 élő faj és 3 fosszilis faj tartozik:
- afrikai elefánt (Loxodonta africana) (Blumenbach, 1797) - típusfaj[5][6]
- erdei elefánt (Loxodonta cyclotis) (Matschie, 1900)[7][8]

- †Loxodonta adaurora Maglio, 1970 - pliocén; Afrika[9][10][11]
- †Loxodonta atlantica Pomel, 1879 - pliocén-késő pleisztocén; Afrika[12][13][14]
- †Loxodonta exoptata (Dietrich, 1941) - pliocén; Kelet-Afrika[11][15]

### Fordítás
- Ez a szócikk részben vagy egészben  az   African elephant című angol Wikipédia-szócikk ezen változatának fordításán alapul.  Az eredeti cikk szerkesztőit annak laptörténete sorolja fel. Ez a jelzés csupán a megfogalmazás eredetét és a szerzői jogokat jelzi, nem szolgál a cikkben szereplő információk forrásmegjelöléseként.